# Шатохин, Анатолий Васильевич
Анатолий Васильевич Шатохин (15 июля 1936 года, село Аврамовка — 30 августа 2009 года, Родинское, Донецкая область, Украина) — машинист угольного комбайна шахты «Родинская» комбината «Красноармейскуголь» Министерства угольной промышленности Украинской ССР, Донецкая область, Украинская ССР. Герой Социалистического Труда (1973). Депутат Верховного Совета СССР 9-го созыва.

## Биография
Родился в 1936 году в крестьянской семье в селе Аврамовка. Получил рабочую профессию в ПТУ. В 1955—1959 годах проходил срочную службу в Советской Армии. С 1959 года — слесарь железнодорожных мастерских и с 1962 года — машинист-механик угольного комбайна на шахте «Родинская» комбината «Красноармейскуголь» (с 2017 года — «Мирноградуголь») в городе Родинское.
По итогам работы в годы Восьмой пятилетки (1966—1970) награждён в 1971 году Орденом Ленина «за успехи в выполнении заданий плана восьмой пятилетки по развитию угольной промышленности и достижение высоких технико-экономических показателей».
Досрочно выполнил личные социалистические обязательства и производственные задания Восьмой пятилетки (1966—1970) по добыче угля. Указом Президиума Верховного Совета СССР от 29 декабря 1973 года «за проявленную трудовую доблесть и достижение выдающихся успехов в выполнении социалистических обязательств, принятых на 1973 год» удостоен звания Героя Социалистического Труда с вручением ордена Ленина и золотой медали «Серп и Молот».
Избирался депутатом Верховного Совета СССР 9-го созыва (1974—1979).
После выхода на пенсию проживал в городе Родинское, где скончался в 2009 году.
Награды
- Герой Социалистического Труда
- Орден Ленина — дважды (30.03.1971; 1973).